# مگزین لوئیزا
مگزین لوئیزا (انگلیسی: Magazine Luiza) شرکت خرده‌فروشی برزیلی است، که در سال ۱۹۵۷ تأسیس شد.